# NXT Deadline 2022
NXT Deadline 2022 (stilizzato DEADL1NE) è stato il quarantaduesimo special event di NXT, prodotto dalla WWE. L'evento si è svolto il 10 dicembre 2022 al WWE Performance Center di Orlando, Florida ed è stato trasmesso in diretta su Peacock negli Stati Uniti e sul WWE Network nel resto del mondo.

## Storyline
Durante la puntata di NXT del 15 novembre, l'assistente esecutivo Shawn Michaels annunciò due iron survivor challenge, uno maschile ed uno femminile, da disputarsi ad NXT Deadline per determinare i rispettivi sfidanti all'NXT Championship e all'NXT Women's Championship. Due settimane dopo, Carmelo Hayes, JD McDonagh, Grayson Waller e Joe Gacy furono nominati come partecipanti all'omonimo match maschile, mentre Zoey Stark, Cora Jade, Roxanne Perez e Kiana James furono scelte per quello femminile. Nella puntata di NXT del 6 dicembre, Axiom ottenne l'ultimo posto disponibile all'interno dell'incontro maschile dopo aver vinto un triple threat match che comprendeva anche Von Vagner e Andre Chase, mentre, per quanto riguarda quello femminile, l'ultimo posto fu appannaggio di Indi Hartwell, la quale superò Wendy Choo e Fallon Henley in un altro triple threat match.
Nella puntata di NXT del 15 novembre, Apollo Crews ebbe un confronto verbale con l'NXT Champion Bron Breakker, arrivando poi a sfidarlo per il titolo. La settimana successiva, un match tra i due con in palio la cintura fu dunque sancito per NXT Deadline.
Nella puntata di NXT del 6 dicembre, Kofi Kingston e Xavier Woods del New Day, appartenenti al roster di SmackDown, apparirono a sorpresa per interrompere un promo dei Pretty Deadly, detentori dell'NXT Tag Team Championship, sfidandoli poi ad un match per i loro titoli di coppia. Poco dopo, l'incontro fu reso ufficiale per NXT Deadline.
Nella puntata di NXT del 15 novembre, Alba Fyre affrontò Mandy Rose in un last woman standing match valevole per l'NXT Women's Championship di quest'ultima, però venne sconfitta a causa dell'interferenza della debuttante Isla Dawn. In seguito, dopo continui attacchi tra le due, fu sancito un match tra Fyre e Dawn per NXT Deadline.

## Risultati
| #    | Match                                                                                             | Stipulazioni                                                                     | Durata |
| ---- | ------------------------------------------------------------------------------------------------- | -------------------------------------------------------------------------------- | ------ |
| Dark | Ivy Nile (con Tatum Paxley) ha sconfitto Lash Legend                                              | Single match                                                                     | 5:04   |
| Dark | La Chase U (Andre Chase e Duke Hudson) (con Thea Hail) ha sconfitto Javier Bernal e Xyon Quinn    | Tag team match                                                                   | 7:16   |
| 1    | Roxanne Perez (2) ha sconfitto Cora Jade (1), Indi Hartwell (1), Zoey Stark (1) e Kiana James (0) | Iron survivor challenge per determinare la sfidante all'NXT Women's Championship | 25:00  |
| 2    | Isla Dawn ha sconfitto Alba Fyre                                                                  | Single match                                                                     | 9:52   |
| 3    | Il New Day (Kofi Kingston e Xavier Woods) ha sconfitto i Pretty Deadly (c)                        | Tag team match per l'NXT Tag Team Championship                                   | 14:05  |
| 4    | Grayson Waller (3) ha sconfitto Axiom (2), Carmelo Hayes (2), Joe Gacy (2) e JD McDonagh (0)      | Iron survivor challenge per determinare lo sfidante all'NXT Championship         | 25:00  |
| 5    | Bron Breakker (c) ha sconfitto Apollo Crews                                                       | Single match per l'NXT Championship                                              | 14:34  |